# Nicole Büchler

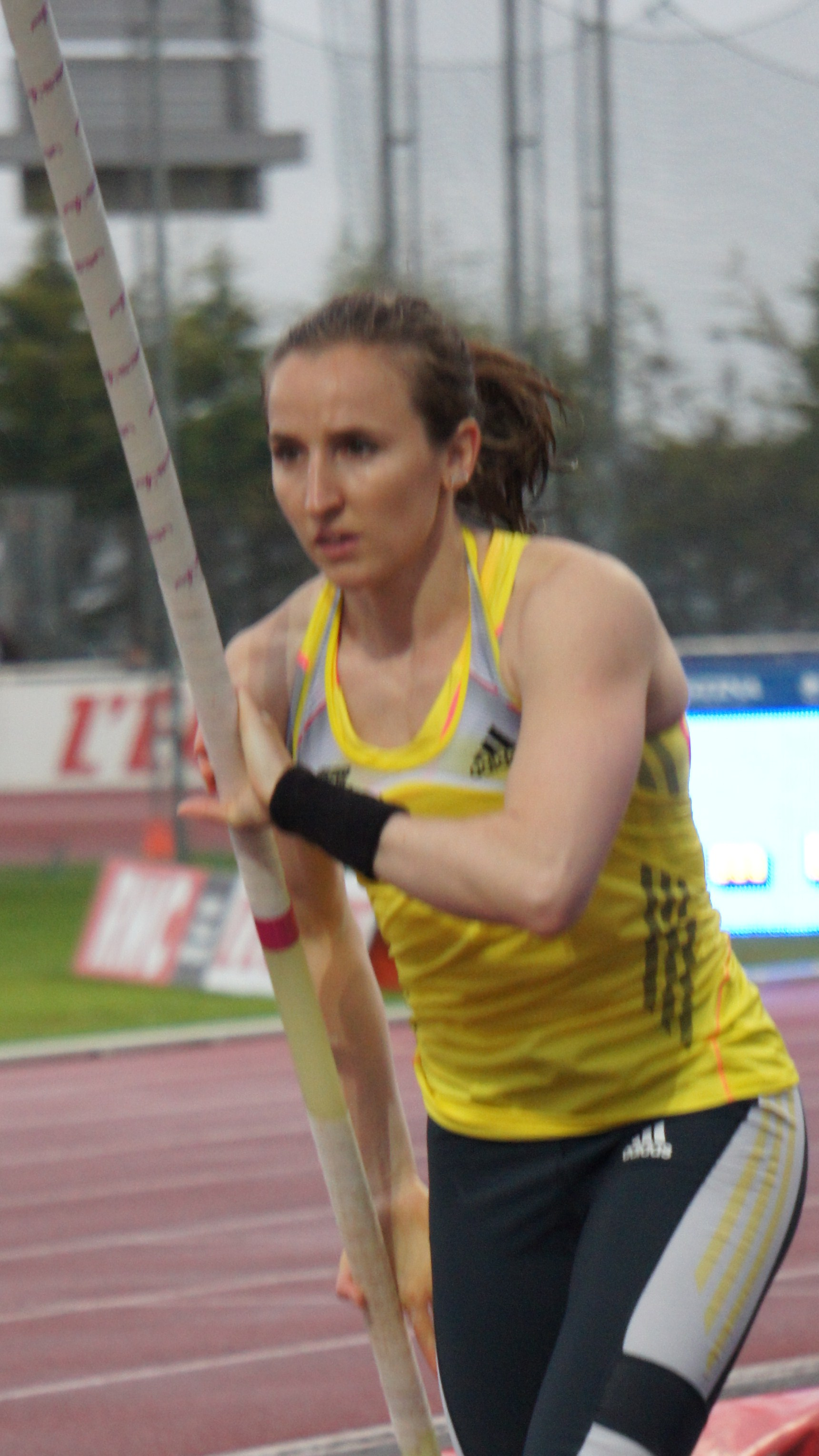
Nicole Büchler (2013)

Nicole Büchler (* 17. Dezember 1983) ist eine ehemalige Schweizer Leichtathletin. Sie hielt bis 2024 den Schweizer Rekord im Stabhochsprung, ist zweimalige Medaillengewinnerin an der Universiade und wurde zur Schweizer Leichtathletin des Jahres 2008, 2009 und 2016 gewählt.

## Leben
Büchler betrieb in ihrer Jugend Rhythmische Sportgymnastik und nahm an zwei Weltmeisterschaften und vier Europameisterschaften teil. Erst mit 19 Jahren stieg sie auf die Leichtathletik um. Sie startete für den LC Zürich, ihr Trainer war ihr Ehemann Mitch Greeley. Sie gab am 29. September 2020 nach einer längeren Verletzungspause ihren Rücktritt bekannt.
Seit September 2020 ist Büchler Schweizer Nationaltrainerin für die Disziplin Stabhochsprung. Von August 2021 bis Ende 2022 war sie ausserdem Haupttrainerin von Angelica Moser, die sie weiterhin als Techniktrainerin betreut.
Büchler schloss 2015 ihr Masterstudium in Sportwissenschaften ab. Vorher hatte sie das Deutsche Gymnasium Biel besucht und 2004 mit der Matura abgeschlossen.

## Erfolge
- 2004: Schweizer U23-Meisterin, 3. Rang Schweizer Meisterschaften
- 2005: 18. Rang Universiade; 12. Rang U23-Europameisterschaften
- 2007: 3. Rang Universiade; Schweizer Hallenmeisterin; 2. Rang Schweizer Meisterschaften
- 2008: Schweizer Hallenmeisterin; 2. Rang Schweizer Meisterschaften; Teilnehmerin Olympische Spiele
- 2009: 2. Rang Universiade; Schweizer Meisterin; Schweizer Hallenmeisterin; 14. Rang Weltmeisterschaften; 15. Rang Halleneuropameisterschaften
- 2010: Schweizer Hallenmeisterin; 2. Rang Schweizer Meisterschaften
- 2011: 2. Rang Schweizer Meisterschaften; 16. Rang Weltmeisterschaften
- 2012: Schweizer Meisterin; Schweizer Hallenmeisterin; 8. Rang Hallenweltmeisterschaften; Teilnehmerin Olympische Spiele; Teilnehmerin Europameisterschaften
- 2013: Schweizer Meisterin; 15. Rang Weltmeisterschaften
- 2014: Schweizer Hallenmeisterin
- 2015: Schweizer Hallenmeisterin; Schweizer Meisterin
- 2016: Schweizer Hallenmeisterin; 4. Rang Hallenweltmeisterschaften; 6. Rang Olympische Spiele
- 2017: Sieg beim Diamond-League-Meeting in Stockholm, als erste Schweizerin überhaupt[5]

## Persönliche Bestleistungen
- Stabhochsprung (Halle): 4,80 m, 17. März 2016 in Portland, Schweizer Hallenrekord
- Stabhochsprung (outdoor): 4,78 m, 6. Mai 2016 in Doha, Schweizer Rekord (übertroffen am 12. Juli 2024 von Angelica Moser)
- 100-Meter-Hürdenlauf: 14,01 s, 19. September 2009 in Langenthal[6]
- 60-Meter-Hürdenlauf: 8,65 s, 7. Februar 2009 in Magglingen